# Wurfbainia quadratolaminaris
Wurfbainia quadratolaminaris là một loài thực vật có hoa trong họ Gừng. Loài này được Shao Quan Tong mô tả khoa học đầu tiên năm 1989 dưới danh pháp Amomum quadratolaminare. Năm 2018, Jana Leong-Škorničková & Axel Dalberg Poulsen phục hồi chi Wurfbainia và xếp nó trong chi này.

## Phân bố
Plants of the World Online cho rằng loài này có tại miền nam tỉnh Vân Nam, Trung Quốc. Môi trường sống là rừng, ở cao độ đến 800 m. Tại đây nó được gọi là 方片砂仁 (phương phiến sa nhân), nghĩa đen là sa nhân phiến vuông.

## Mô tả
Cây cao 0,8-1,5 m. Lá không cuống; bẹ lá màu xanh lục, có sọc dọc rõ rệt; lưỡi bẹ nguyên, 2–3 mm, có lông tơ rậm; phiến lá hình mũi mác hẹp hoặc hình elip hẹp, 14-35 × 4-4,5 cm, nhẵn nhụi, đáy hình mũi mác hẹp, đỉnh hình đuôi-nhọn. Cụm hoa dạng bông, 1-3, hình đầu hoặc thuôn dài, đường kính 1,2–3 cm; cuống 0,8–4 cm, bẹ giống vảy màu đỏ, gần giống như da, mép có lông rung; lá bắc màu đỏ, hình trứng hoặc thuôn dài, 1,5-3,1 × 0,8-1,5 cm, gần giống như da, mép có lông rung; lá bắc con màu đỏ nhạt, khoảng 8 mm. Đài hoa màu đỏ nhạt với đáy trắng, dài bằng lá bắc con, đỉnh 2 rãnh. Ống tràng hoa màu trắng, có đốm đỏ ở đỉnh, dài bằng đài hoa, có lông tơ màu trắng nhạt; các thùy hình elip hẹp, khoảng 1,4 cm × 4 mm. Các nhị lép ở bên hình phiến hay hình vuông, khoảng 2 mm. Cánh giữa môi dưới màu trắng với dải màu vàng ở trung tâm và các đốm màu đỏ ở gốc, gần tròn, khoảng 1,5 × 1,8 cm, nhẵn nhụi, mép quăn. Chỉ nhị màu trắng, khoảng 5 mm; bao phấn hình elip, khoảng 6 mm; phần phụ liên kết 3 thùy, khoảng 4 × 8 mm, thùy trung tâm có khía tại đỉnh. Bầu nhụy rậm lông tơ màu nâu. Vòi nhụy màu trắng; đầu nhụy có lông rung. Ra hoa tháng 3.